# 浅茅野飛行場

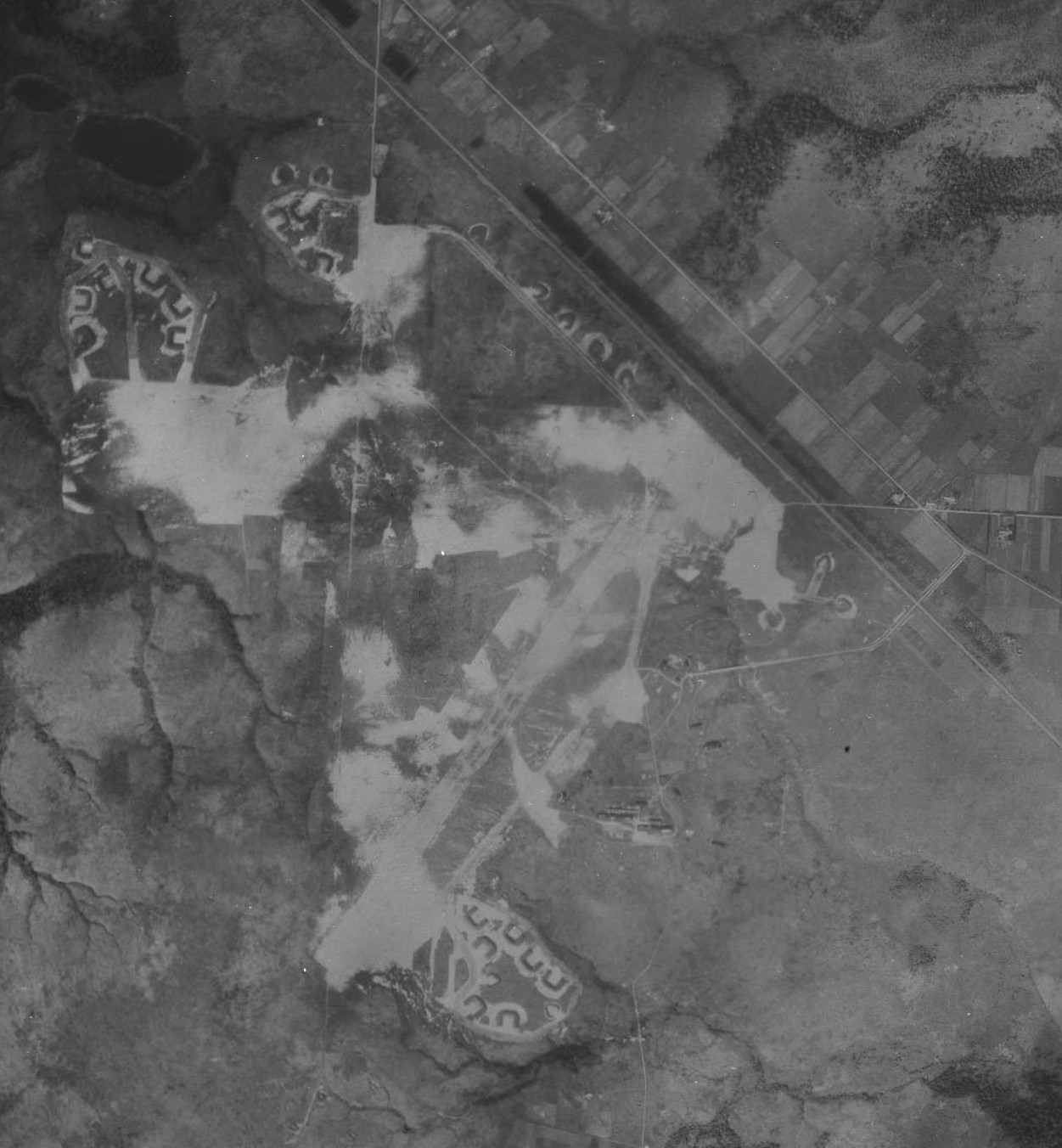
浅茅野第一飛行場（1947年、米軍撮影）
帰属：国土交通省「国土画像情報（カラー空中写真）」
配布元：国土地理院地図・空中写真閲覧サービス

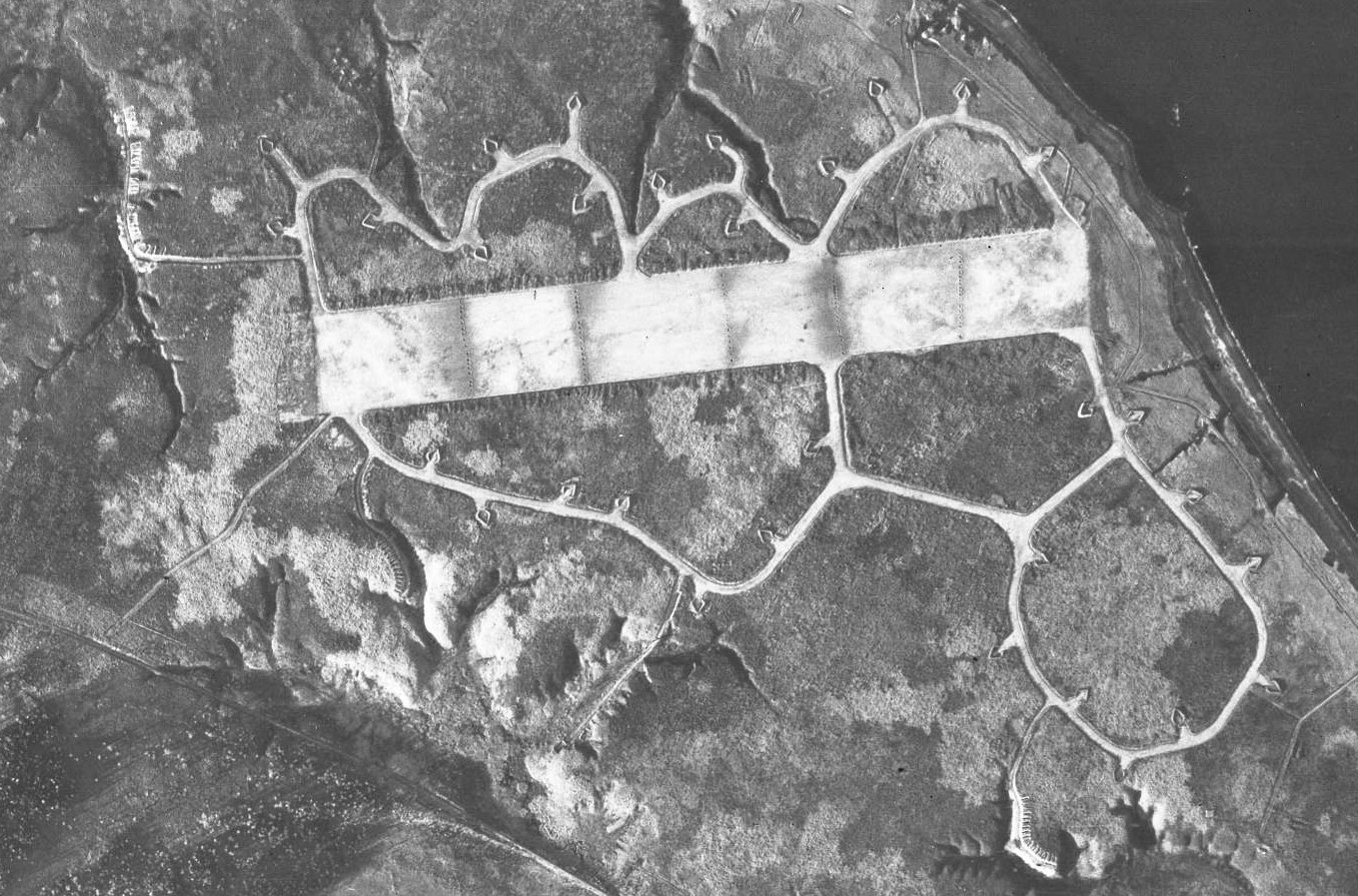
浅茅野第二飛行場（1947年、米軍撮影）
帰属：国土交通省「国土画像情報（カラー空中写真）」
配布元：国土地理院地図・空中写真閲覧サービス

浅茅野飛行場（あさじのひこうじょう）とは、北海道宗谷郡猿払村にかつて存在した軍用飛行場。第1と第2飛行場がある。地名はあさぢのとも表記される。

## 概要
太平洋戦争当時、対ソビエト、千島・カムチャツカ防衛を目的とした陸軍の専用飛行場として建設された。猿払村の南端浅茅野地区から浜頓別町にかけての浅茅野台地に第1飛行場が建設され、そこから30km北の猿払村浜鬼志別に第2飛行場が建設された。1944年の工事完成には約3年の歳月を費やしたが、程なくして日本は終戦を迎えたため、殆ど使用実績がないままその役目を終えている。

現在、第1飛行場の大部分は牧草地となり、旧JR天北線飛行場前駅や滑走路脇の掩体壕跡が確認できるのみである。第2飛行場は旧滑走路端に道の駅さるふつ公園が建っており、滑走路部分も村営牧場となっている。

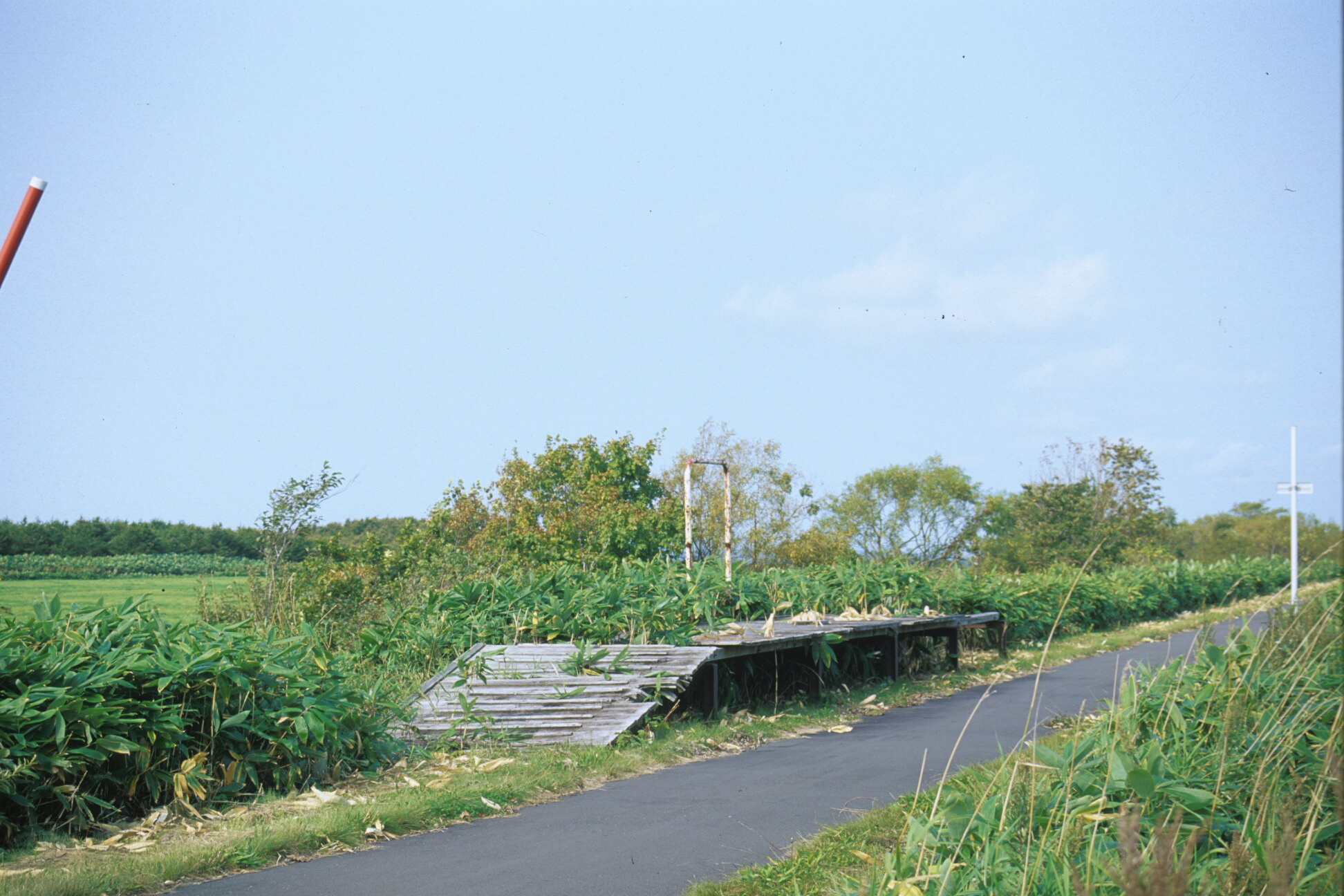
旧天北線飛行場前駅跡

## 歴史
- 1942年（昭和17年）6月 - 猿払村浅茅野に「陸軍浅茅野第1飛行場」建設工事着工。軍部内の工事秘匿名は「浅ヒ」「アサ」
- 1943年（昭和18年）4月 - 猿払村浜鬼志別に「浅茅野第2飛行場」建設工事着工。
- 1943年（昭和18年）秋 - 第2飛行場、付帯施設などと共に完成。
- 1944年（昭和19年）冬 - 第1飛行場、付帯施設などと共に完成。
- 1945年（昭和20年）9月 - 米軍進駐により駐屯部隊解散となり閉鎖。

### 完成に至るまで
1942年（昭和17年）6月頃、陸軍航空本部仙台出張所の直轄工事が発注され、現地に陸軍航空本部経理部浅茅野工事本部事務所を設置。1943年（昭和18年）1月に陸軍は第1飛行師団を再編成し北部軍配下に組み入れた。2月には北方軍に改編され、4月に師団より将校2名、軍属工員13名、兵隊5名が派遣され、建設の指揮にあたっている。
工事の施工業者には鉄道工業があたった。発注金額536万円。第1飛行場の主要滑走路は板敷とし、予定地の木材を伐採製材して材料とした。他に2本の転圧滑走路（土砂を人力で押し固めただけのもの）が予定されていたが、工期短縮のため工事途中で放棄されている。板敷滑走路の完成は43年秋、飛行場全体の完成は44年秋と思われる。第2飛行場は1943年（昭和18年）5月に予定地が決定し、同じく鉄道工業が請け負った。12月に陸軍省が浜鬼志別原野214番地の33haを買収、44年7月までに滑走路の転圧を終えて一応の完成を見ている。この間、陸軍参謀本部では北東方面航空作戦準備促進要望の件を発令し、工事の早期完工を促している。
工事にあたっては、受注した鉄道工業から旭川市の丹野組に土木工事全般が下請けされ、川口組は付帯施設の建築工事を担当した。川口組の下請には稚内市の坂本建設、本多建設、松本組、坂本組などの業者が関わった。
鉄道工業、丹野組、川口組は、ともに工期の早さで知られていた。また、宇都宮刑務所の囚人も兵舎建築に動員されていた。他に学徒勤労奉仕、地域住民の勤労報国隊などが動員され、工事にあたったと記録にある。学徒勤労奉仕には測量のため日本大学旧工学部（現日本大学理工学部）土木科の学生、旭川工業学校の生徒などが動員された。

### 飛行場概要
浅茅野第1飛行場
- 場所 宗谷郡猿払村浅茅野及び枝幸郡浜頓別町
- 敷地面積 120ha.
- 滑走路
  - 1,200m×60m 板敷き
  - 1500m×300m 転圧（未完成）
  - 1200m×150m 転圧（未完成）
- 掩体
  - 無蓋掩体（大）×17個
  - 無蓋掩体（小）×13個
- 位置座標：北緯45度11分33.43秒 東経142度14分20.05秒 / 北緯45.1926194度 東経142.2389028度座標: 北緯45度11分33.43秒 東経142度14分20.05秒 / 北緯45.1926194度 東経142.2389028度

浅茅野第2飛行場
- 場所 宗谷郡猿払村浜鬼志別
- 敷地面積 33ha
- 滑走路
  - 1,600m×200m 板敷
- 掩体
  - 無蓋掩体（小）×31個
- 位置座標：北緯45度19分43.77秒 東経142度9分54.68秒 / 北緯45.3288250度 東経142.1651889度